# Egghead
Egghead est un personnage des cartoons Looney Tunes. Il a été créé par Tex Avery ; sa première apparition date de 1937 dans le dessin animé Egghead Rides Again. Son nom signifie « tête d'œuf » ou crâne d'œuf (chauve). Il est donné pour la première incarnation d'Elmer Fudd.

## Description
Egghead ressemble à un clown. C'est un homme de petite taille avec une tête chauve en forme d'œuf. « Egghead » signifie « tête d'œuf » ou « crâne d'œuf » (chauve). Son gros nez rouge est lui aussi en forme d'œuf. Il est d'habitude vêtu d'une veste verte, d'une chemise à col blanc qui dépasse et serré par une cravate, d'un très large pantalon d'un vert clair et il porte un petit chapeau melon marron trop petit pour lui. Dans quelques épisodes animés, il est cependant doté de cheveux noirs coiffés en coupe au bol. 
Son caractère est de type excentrique : souvent velléitaire mais curieux de nature, il est aussi inconséquent et se met volontairement dans des situations dangereuses. C'est Cliff Nazarro (en) qui fait la voix originale d'Egghead.

## Histoire
Egghead a été créé par Tex Avery. Ce personnage est produit d'abord dans le dessin animé Egghead Rides Again, le 17 juillet 1937. Dans plusieurs cartoons, il est nommé Elmer. Elmer Fudd est présenté étrangement comme son frère dans une publicité de la Warner Bros. pour Cendrillon s'émancipe (1938). Mais le premier aspect reconnaissable d'Elmer Fudd, bien que calqué partiellement sur Egghead, ne sera appliqué qu'en 1940 dans Elmer, apprenti photographe (Elmer's Candid Camera). Cependant, Elmer, en chasseur, prendra définitivement la place d'Egghead et on ne reverra pas ce personnage après Believe It or Else (1939).

## Filmographie
Selon Don Markstein :

### 1937
- Egghead Rides Again
- Entre chien et loup (Little Red Walking Hood)

### 1938

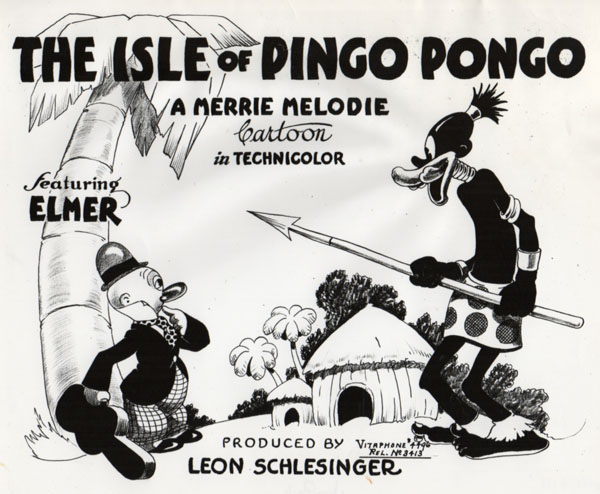
Dans ce carton publicitaire pour L'Île de Pingo Pongo (The Isle of Pingo Pongo, 1938), Egghead est nommé Elmer.

- Daffy et l'Apprenti chasseur (Daffy Duck & Egghead)
- L'Île de Pingo Pongo (The Isle of Pingo Pongo)
- Cendrillon s'émancipe (Cinderella Meets Fella)
- Aladin n'a pas de veine (A-Lad-In Bagdad),
- A Feud There Was
- Johnny Smith and Poker-Huntas
- Count Me Out

### 1939
- Un crochet qui accroche (Hamateur Night)
- Une journée au zoo (A Day at the Zoo)
- Believe It or Else